# Astragalus lucidus
Astragalus lucidus är en ärtväxtart som beskrevs av Hse Tao Tsai och Ta Fuh Yu. Astragalus lucidus ingår i släktet vedlar, och familjen ärtväxter. Inga underarter finns listade i Catalogue of Life.